# Spilophorella euxina
Spilophorella euxina är en rundmaskart som beskrevs av Nikolai Nikolaievich Filipjev 1918. Spilophorella euxina ingår i släktet Spilophorella och familjen Chromadoridae. Inga underarter finns listade i Catalogue of Life.